# RuPaul's Drag Race (nona edizione)
La nona edizione di RuPaul's Drag Race è andata in onda negli Stati Uniti a partire dal 24 marzo 2017. A differenza degli anni precedenti, il programma è stato trasmesso sulla rete televisiva VH1. Per questa edizione sono state selezionate quattordici concorrenti.
L'edizione ha visto il ritorno nella competizione di Cynthia Lee Fontaine, concorrente dell'ottava edizione e seconda, nella storia del programma, ad aver partecipato due volte, dopo Shangela.
Sasha Velour, vincitrice della nona edizione, ha guadagnato come premio 100000 $, una fornitura di cosmetici Anastasia Beverly Hills Cosmetics e una corona di Fierce Drag Jewels.
Aja prenderà parte alla terza edizione di RuPaul's Drag Race All Stars, Farrah Moan, Trinity Taylor e Valentina alla quarta, Shea Couleé alla quinta , mentre Eureka prenderà parte alla sesta edizione, Trinity Taylor e Shea Couleé parteciperanno   nuovamente alla settima edizione mentre Alexis Michelle e Jaymes Mansfield prenderanno parte all'ottava. Successivamente, Eureka prenderà parte alla seconda edizione di Canada's Drag Race: Canada vs the World. 

## Concorrenti
Le quattordici concorrenti che hanno preso parte al reality show sono state:
| Concorrente          | Vero nome                  | Età | Città                    | Posizionamento |
| -------------------- | -------------------------- | --- | ------------------------ | -------------- |
| Sasha Velour         | Alexander Hedges Steinberg | 29  | Brooklyn – New York      | Vincitrice     |
| Peppermint           | Agnes Moore                | 37  | New York – New York      | Finalista      |
| Shea Couleé          | Jaren Kyei Merrell         | 27  | Chicago – Illinois       | 3/4º posto     |
| Trinity Taylor       | Ryan Taylor                | 31  | Orlando – Florida        | 3/4º posto     |
| Alexis Michelle      | Alex Michaels              | 32  | New York – New York      | 5º posto       |
| Nina Bo'Nina Brown   | Pierre Leverne Dease       | 34  | Riverdale – Georgia      | 6º posto       |
| Valentina            | Valentina Xunaxi Levya     | 25  | Echo Park – California   | 7º posto       |
| Farrah Moan          | Cameron Clayton            | 23  | Las Vegas – Nevada       | 8º posto       |
| Aja                  | Venus Nadya Oshun          | 22  | Brooklyn – New York      | 9º posto       |
| Cynthia Lee Fontaine | Carlos Dias                | 35  | Austin – Texas           | 10º posto      |
| Eureka               | Eureka D. Huggard          | 25  | Johnson City – Tennessee | 11º posto      |
| Charlie Hides        | Charlie Hides              | 52  | Boston – Massachusetts   | 12º posto      |
| Kimora Blac          | Von Nguyen                 | 27  | Las Vegas – Nevada       | 13º posto      |
| Jaymes Mansfield     | James Wirth                | 26  | Milwaukee – Wisconsin    | 14º posto      |

## Tabella eliminazioni
| Ordine | Episodi    | Episodi    | Episodi    | Episodi    | Episodi    | Episodi    | Episodi    | Episodi    | Episodi    | Episodi    | Episodi    | Episodi    | Episodi        |
| Ordine | 1          | 2          | 3          | 4          | 5          | 6          | 7          | 8          | 9          | 10         | 11         | 12         | 14             |
| ------ | ---------- | ---------- | ---------- | ---------- | ---------- | ---------- | ---------- | ---------- | ---------- | ---------- | ---------- | ---------- | -------------- |
| 1      | Nina       | Valentina  | Trinity    | Sasha      | Shea       | Alexis     | Trinity    | Peppermint | Sasha      | Trinity    | Shea       | Peppermint | Sasha Velour   |
| 2      | Eureka     | Shea       | Peppermint | Shea       | Alexis     | Sasha      | Valentina  | Sasha      | Shea       | Sasha      | Sasha      | Sasha      | Peppermint     |
| 3      | Sasha      | Trinity    | Valentina  | Farrah     | Peppermint | Nina       | Shea       | Shea       | Trinity    | Peppermint | Trinity    | Shea       | Shea Couleé    |
| 4      | Farrah     | Nina       | Nina       | Alexis     | Aja        | Shea       | Farrah     | Valentina  | Peppermint | Alexis     | Peppermint | Trinity    | Trinity Taylor |
| 5      | Alexis     | Eureka     | Shea       | Aja        | Sasha      | Aja        | Peppermint | Nina       | Alexis     | Shea       | Alexis     |            |                |
| 6      | Charlie    | Sasha      | Sasha      | Valentina  | Trinity    | Valentina  | Alexis     | Trinity    | Nina       | Nina       |            |            |                |
| 7      | Aja        | Aja        | Alexis     | Cynthia    | Valentina  | Trinity    | Sasha      | Alexis     | Valentina  |            |            |            |                |
| 8      | Jaymes     | Alexis     | Cynthia    | Eureka     | Nina       | Farrah     | Nina       | Farrah     |            |            |            |            |                |
| 9      | Kimora     | Cynthia    | Charlie    | Nina       | Cynthia    | Peppermint | Aja        |            |            |            |            |            |                |
| 10     | Peppermint | Farrah     | Eureka     | Peppermint | Farrah     | Cynthia    |            |            |            |            |            |            |                |
| 11     | Shea       | Peppermint | Farrah     | Trinity    | Eureka     |            |            |            |            |            |            |            |                |
| 12     | Trinity    | Charlie    | Aja        | Charlie    |            |            |            |            |            |            |            |            |                |
| 13     | Valentina  | Kimora     | Kimora     |            |            |            |            |            |            |            |            |            |                |
| 14     |            | Jaymes     |            |            |            |            |            |            |            |            |            |            |                |

Legenda:
     La concorrente ha vinto la gara
     La concorrente è arrivata in finale ma non ha vinto la gara
     La concorrente è arrivata in finale, ma è stata eliminata
     La concorrente ha vinto la puntata
     La concorrente figura tra i primi ma non ha vinto la puntata
     La concorrente è salva e accede alla puntata successiva (l'ordine di chiamata è casuale)
     La concorrente figura tra gli ultimi ma non è a rischio eliminazione
     La concorrente figura tra gli ultimi 2 ed è a rischio eliminazione
     La concorrente è stato eliminata
     La concorrente è stato eliminata a causa di problemi di salute
     La concorrente è tornata a partecipare dopo esser stata eliminata nella precedente edizione ed è salva

## Giudici
- RuPaul
- Michelle Visage
- Carson Kressley
- Ross Mathews

### Giudici ospiti
- Lady Gaga[14]
- The B-52s
- Todrick Hall
- Meghan Trainor
- Jeffrey Bowyer-Chapman
- Tamar Braxton
- Candis Cayne
- Fortune Feimster
- Noah Galvin
- Jennie Garth
- Cheyenne Jackson
- Kesha
- Zaldy
- Andie MacDowell
- Denis O'Hare
- Naya Rivera
- Lisa Robertson
- Joan Smalls
- Tori Spelling

### Special guest
- Lisa Kudrow
- Todrick Hall

## Riassunto episodi

### Episodio 1 -Oh. My. Gaga!
La puntata si apre con l'ingresso di tutti i concorrenti partendo con Peppermint e finendo con Aja. I concorrenti pensano di essere tutti fino a quando non entra un altro concorrente, il quale viene scambiato per un imitatore di Lady Gaga. Alcuni però iniziano ad avere dei dubbi e pensano che sia davvero molto simile alla famosa cantante. Il concorrente misterioso si rivela essere la "vera" Lady Gaga. La cantante spende del tempo con i concorrenti. 
- La sfida principale: RuPaul incontra i concorrenti e insieme a Lady Gaga spiega che per la sfida principale i concorrenti prenderanno parte al concorso di Miss Charisma Uniqueness Nerve and Talent dove i concorrenti dovranno indossare due outfit: uno che rappresenti la loro città natale e un secondo ispirato ad uno degli outfit indossato da Lady Gaga nel corso della sua carriera. Inoltre annuncia che per la prima volta nella storia del programma nella prima puntata nessun concorrente verrà eliminato.

Giudice ospite della puntata è Lady Gaga che si unisce a RuPaul, Michelle Visage, Ross Matthews e Carson Kressley. Una volta che i concorrenti hanno sfilato con i due outfit, RuPaul annuncia i tre migliori che sono Eureka, Nina Bo'nina Brown e Sasha Velour. Il vincitore della puntata è Nina Bo'nina Brown. Al termine delle congratulazioni però RuPaul richiede silenzio in quanto annuncia di aver deciso di portare un quattordicesimo concorrente all'interno della competizione. Il concorrente sale sul palco e viene inquadrato di spalle, senza che il suo volto venga mostrato alle telecamere.

### Episodio 2 -She Done Already Done Brought It On
La puntata si apre con la scena conclusiva della puntata precedente quando RuPaul richiede silenzio in quanto annuncia di aver deciso di portare un quattordicesimo concorrente all'interno della competizione. Il concorrente sale sul palco e viene inquadrato di spalle, senza che il suo volto venga mostrato alle telecamere. Il concorrente si mostra all'improvviso rivelando di essere Cynthia Lee Fontaine, proveniente dalla precedente stagione.
- La sfida principale: Per la sfida principale i concorrenti vengono divisi in due gruppi e devono realizzare una "battaglia" di cheerleader dove devono eseguire coreografie tipiche delle cheerleader. I gruppi sono così divisi: Cynthia, Kimora, Eureka, Farrah, Peppermint, Valentina, Trinity e Nina, Shea, Alexis, Aja, Jaymes, Sasha, Charlie. I The B-52's sono i giudici ospiti della puntata che si uniscono a RuPaul, Michelle Visage e Ross Matthews. Il tema della sfilata è White Party in cui i concorrenti devono indossare un outfit totalmente bianco. Valentina è la migliore della puntata, mentre Jaymes Mansfield e Kimora Blac sono i peggiori mentre gli altri sono salvi.
- L'eliminazione: Jaymes e Kimora vengono chiamate ad esibirsi con la canzone Love Shack  dei The B-52's. Jaymes viene eliminata, mentre Kimora può continuare la competizione.

### Episodio 3 -Draggily Ever After
- La sfida principale: Per la sfida principale i concorrenti hanno il compito di creare il personaggio di una principessa e della sua spalla. I concorrenti devono realizzare un look completo per la principessa e per la spalla, inoltre dovranno creare una storia relativa a due personaggi. I concorrenti registrano prima la parte della spalla, in cui raccontano la storia dei due personaggi e spiegando il loro regno. Successivamente sul palcoscenico principale mostreranno il look realizzato per il personaggio della principessa. I personaggi interpretati sono stati:

| Concorrente          | Nome Principessa           | Nome Spalla            |
| -------------------- | -------------------------- | ---------------------- |
| Aja                  | Princess Disastah          | Dustah                 |
| Alexis Michelle      | Princess #SubwayFish       | #SubwayTenpol          |
| Charlie Hides        | Princess Climaxica         | Elizabeth SnatchPacker |
| Cynthia Lee Fontaine | Princess Cuculina          | Brulee                 |
| Eureka O'Hara        | Princess You-Reek-of-Daria | Rouf Traidor           |
| Farrah Moan          | Princess Pacifica          | Bablina The Blow Fish  |
| Kimora Blac          | Princess Banana Lady       | Funky Monkey           |
| Nina Bo'Nina Brown   | Princess Zathena           | Ink                    |
| Peppermint           | Princess Carginogenetta    | Pity The Pilot Fire    |
| Sasha Velour         | Princess Uglina            | Lang                   |
| Shea Couleé          | Princess Aquaria           | Moon Pearl             |
| Trinity Taylor       | Princess AquaPussy         | Stunky The Starfish    |
| Valentina            | Princess Vira              | Nime                   |

Todrick Hall e Cheyenne Jackson sono i giudici ospiti della puntata che si uniscono a RuPaul, Michelle Visage e Carson Kressley. Trinity Taylor è la migliore della puntata, Aja e Kimora Blac sono i peggiori mentre gli altri sono salvi.
- L'eliminazione: Aja e Kimora vengono chiamate ad esibirsi con la canzone Holding Out for a Hero  di Bonnie Tyler. Kimora viene eliminata, mentre Aja può continuare la competizione.

### Episodio 4 -Good Morning Bitches
I giudici ospiti della puntata sono Jeffrey Bowyer-Chapman e Naya Rivera. Il tema della sfilata è Notte Focosa dove i concorrenti devono presentarsi con delle vesti da notte.
- La sfida principale: Per la sfida principale, i concorrenti saranno dei presentatori di due programmi rotocalchi, chiamati "Good Morning Bitches" (capitanato da Aja) e "Not On Today" (capitanato da Trinity Taylor) e saranno trasmessi in live. I componenti di "Good Morning Bitches" sono: Aja, Valentina, Shea, Sasha, Alexis e Farrah; invece, i componenti di "Not On Today" sono: Trinity, Peppermint, Charlie, Cynthia, Eureka e Nina. Trinity e Charlie sono le peggiori della puntata, mentre Shea e Sasha sono le migliori.
- L'eliminazione: Charlie e Trinity vengono chiamate ad esibirsi con la canzone I Wanna Go  di Britney Spears. Trinity si salva mentre Charlie viene eliminata dalla competizione.

### Episodio 5 -Reality Stars: The Musical
Todrick Hall e Meghan Trainor sono i giudici ospiti della puntata che si uniscono a RuPaul, Michelle Visage e Carson Kressley. Il tema per la sfilata è Pellicce. 
- La mini sfida: Per la mini sfida della puntata i concorrenti devono realizzare un selfie mentre sono in drag e con i componenti della Pit Crew a teme spiaggia anni '50. RuPaul decide che a vincere la mini sfida è Alexis Michelle.
- La sfida principale: Per la sfida principale i concorrenti prenderanno parte ad un musical ispirato al programma Al passo con i Kardashian in cui ogni concorrente coprirà il ruolo di uno dei membri femminili della famiglia Kardashian e dei loro amici e dovranno ballare e cantare in playback. I personaggi impersonati dai concorrenti sono stati:

| Concorrente          | Personaggio Impersonato |
| -------------------- | ----------------------- |
| Aja                  | Kourtney Kardashian     |
| Alexis Michelle      | Kris Jenner             |
| Cynthia Lee Fontaine | Kim Kardashian          |
| Eureka O'Hara        | North West              |
| Farrah Moan          | Kylie Jenner            |
| Nina Bo'Nina Brown   | Khloé Kardashian        |
| Peppermint           | Britney Spears          |
| Sasha Velour         | Lindsay Lohan           |
| Shea Couleé          | Blac Chyna              |
| Trinity Taylor       | Paris Hilton            |
| Valentina            | Kendall Jenner          |

Shea Couleé è la migliore della puntata, mentre Cynthia Lee Fontaine e Farrah Moan sono i peggiori mentre gli altri sono salvi.
- L'eliminazione: Cynthia e Farrah vengono chiamate ad esibirsi con la canzone Woman Up di Meghan Trainor. Al termine dell'esibizione RuPaul viene chiamato da uno degli assistenti di studio e si allontana. Al suo rientro chiama Eureka sul palcoscenico comunicandole che ha parlato con il dottore il quale ha comunicato che ha bisogno di riposo e non può sforzare il ginocchio. Per tale motivo le dice che purtroppo deve lasciare la competizione ma ha un invito per prendere parte alla decima edizione del programma. Quando Eureka lascia il palcoscenico RuPaul comunica che ci sono state troppe cattive notizie e che quindi Cynthia e Farrah continuano entrambe nella competizione.

### Episodio 6 -Snatch Game
Giudici ospiti della puntata sono Denis O'Hare e Candis Cayne. Il tema per la sfilata è Le 1000 notti di Madonna in cui i concorrenti dovranno indossare un outfit ispirato ad uno dei look indossati da Madonna.
- La sfida principale: Per la sfida principale i concorrenti prendono parte allo Snatch Game. I concorrenti dovranno scegliere una celebrità e impersonarla per l'intero gioco. Denis O'Hare e Candis Cayne sono i concorrenti del gioco. Lo scopo del gioco è essere il più divertenti possibili. Le celebrità scelte dai concorrenti sono state:

| Concorrente          | Celebrità Impersonata |
| -------------------- | --------------------- |
| Aja                  | Alyssa Edwards        |
| Alexis Michelle      | Liza Minnelli         |
| Cynthia Lee Fontaine | Sofía Vergara         |
| Farrah Moan          | Gigi Gorgeous         |
| Nina Bo'Nina Brown   | Jasmine Masters       |
| Peppermint           | Nene Leakes           |
| Sasha Velour         | Marlene Dietrich      |
| Shea Couleé          | Naomi Campbell        |
| Trinity Taylor       | Amanda Lepore         |
| Valentina            | Miss Colombia         |

Peppermint e Cynthia Lee Fontaine sono le peggiori della puntata, Sasha viene criticata in modo positivo per la sua performance. Alexis Michelle è la migliore della puntata mentre gli altri sono salvi.
- L'eliminazione: Cynthia e Peppermint vengono chiamate ad esibirsi con la canzone Music  di Madonna. Peppermint si salva mentre Cynthia Lee Fontaine viene eliminata dalla competizione.

### Episodio 7 -9021-HO
Giudici ospiti della puntata sono Jennie Garth e Tori Spelling. Il tema per la sfilata è Grandi Capelli in cui i concorrenti devono indossare un outfit con delle parrucche enormi.
- La sfida principale: Per la loro sfida principale, i concorrenti devono recitare per un episodio di una finta sitcom chiamata Beverly Hills - 9021HO ispirata dal telefilm di successo Beverly Hills 90210. I concorrenti vengono guidati nella registrazione da Jennie Garth e Tori Spelling. I personaggi interpretati dai concorrenti sono stati:

| Concorrente        | Personaggio Interpretato |
| ------------------ | ------------------------ |
| Aja                | Bettany                  |
| Alexis Michelle    | Evil Mona Darton         |
| Farrah Moan        | Kim                      |
| Nina Bo'Nina Brown | Blenda                   |
| Peppermint         | Brendy                   |
| Sasha Velour       | Waitress                 |
| Shea Couleé        | Grandrea                 |
| Trinity Taylor     | Mommie Mess-est          |
| Valentina          | Mona Darton              |

Aja e Nina Bo'nina Brown sono le peggiori della puntata, Trinity Taylor è la migliore della puntata mentre gli altri sono salvi.
- L'eliminazione: Aja e Nina vengono chiamate ad esibirsi con la canzone Finally di CeCe Peniston. Nina Bo'nina Brown si salva mentre Aja viene eliminata dalla competizione.

### Episodio 8 -RuPaul Roast
- La mini sfida: Per la mini sfida, i concorrenti devono "leggersi" a vicenda, ovvero dire qualcosa di cattivo ad un'altra persona ma facendolo in modo scherzoso. Il vincitore della sfida è Valentina.
- La sfida principale: Per la loro sfida principale, viene riaperto il "RuPaul's Roast" (aperto solo nella 5ª edizione) e, diversamente dalla 5ª stagione, i concorrenti devono "leggere" Michelle Visage, e gli altri giudici: RuPaul, Matthew Ross, Tamar Braxton e Fortune Feimster (giudici ospiti della puntata). Avendo vinto la mini sfida Valentina decide l'ordine di esibizione che è: Shea, Sasha, Valentina, Trinity, Farrah, Peppermint, Nina ed, infine, Alexis. Alexis e Farrah sono le peggiori della puntata, mentre Peppermint è la migliore della puntata.
- L'eliminazione: Alexis e Farrah vengono chiamate ad esibirsi con la canzone Baby I'm Burnin di Dolly Parton. Alexis si salva mentre Farrah viene eliminata dalla competizione.

### Episodio 9 -Your Pilot's On Fire
I giudici ospiti della puntata sono Lisa Robertson & Noah Galvin. Il tema per la sfilata Club Kidz Couture, in cui i concorrenti devono sfilare con dei look da Club Kid, ovvero molto esagerati e stravaganti.
- La sfida principale: Per la loro sfida principale, i concorrenti si dividono in due coppie (Shea - Sasha; Nina - Valentina) e un gruppo da tre (Alexis - Peppermint - Trinity), e devono creare, scrivere e produrre dei pilot per le loro serie tv. Nina e Valentina sono le peggiori della puntata, mentre Shea e Sasha sono le migliori della puntata.
- L'eliminazione: Nina e Valentina vengono chiamate ad esibirsi con la canzone Greedy di Ariana Grande. Poco dopo l'inizio dell'esibizione RuPaul ferma il tutto e chiede a Valentina di togliersi dal viso la maschera che le copre la bocca in quanto i giudici devono poter vedere il viso completo per giudicare i concorrenti. Valentina in un primo momento rifiuta, ma ad un secondo invito di RuPaul se la toglie. L'esibizione riprende, al termine della quale Nina si salva mentre Valentina viene eliminata dalla competizione.

### Episodio 10 -Makeovers: Crew Better Work
Giudici ospiti della puntata sono Kesha e Zaldy. 
- La sfida principale: Per la sfida principale i concorrenti dovevano fare un makeover su alcuni membri dello staff del programma, il compito dei concorrenti è quello di farli diventare le loro sorelle drag. Avendo vinto la scorsa puntata Sasha e Shea devono decidere quale dei membri dello staff accoppiare con i vari concorrenti. Oltre a ciò RuPaul informa le coppie devono realizzare una coreografia sul palcoscenico principale.

| Concorrente        | Sorella in Drag Vero Nome | Sorella in Drag      |
| ------------------ | ------------------------- | -------------------- |
| Alexis Michelle    | Brady                     | Rye Anne Stardust    |
| Nina Bo'Nina Brown | Aaron                     | Ariana Bo'Nina Brown |
| Peppermint         | Sarge                     | Winter Green         |
| Sasha Velour       | Duncan                    | Donatella Velour     |
| Shea Couleé        | Josh                      | Bae Couleé           |
| Trinity Taylor     | Rizzo                     | Glittafa Dayze       |

Trinity vince la sfida, mentre Shea e Nina sono le peggiori, invece Alexis, Sasha e Peppermint sono salve.
- L'eliminazione: Shea e Nina si devono esibire in playback con la canzone Cool for the Summer di Demi Lovato. Shea viene salvata e Nina viene eliminata dalla competizione.

### Episodio 11 -Gayest Ball Ever
Giudici ospiti della puntata sono Andie MacDowell e Joan Smalls.
- La mini sfida: Per la mini sfida i concorrenti devono pescare a sorte un pupazzo che rappresenti uno degli altri concorrenti, metterlo in drag e fare un siparietto imitando l'altro concorrente. Sasha vince la mini sfida.
- La sfida principale: Per la sfida principale, i concorrenti dovranno creare un numero di apertura di ginnastica artistica per il Gayest Ball Ever, a cui parteciperanno, presentando 3 look differenti, di cui il terzo dovrà essere fatto a mano:

- Outfit Arcobaleno: I concorrenti devono realizzare un outfit ispirato alla bandiera arcobaleno, simbolo della comunità LBGT;
- Sexy Unicorn: I concorrenti devono realizzare un outfit che mostrasse la loro visione di un unicorno;
- Village People Eleganza Extravaganza: I concorrenti devono realizzare un outfit ispirandosi ad uno dei componenti della famosa band dei Village People.
Alexis e Peppermint sono le peggiori, Shea è la migliore mentre le altre sono salve.
- L'eliminazione: Alexis Michelle e Peppermint si devono esibire in playback con la canzone Macho Man di Village People. Peppermint viene salvata e Alexis viene eliminata dalla competizione.

### Episodio 12 -Category Is
Michelle Visage entra nel backstage e annuncia ai quattro finalisti che per questa ultima puntata ogni concorrente dovrà scrivere e registrare un pezzo che farà parte del remix del singolo di RuPaul, intitolato Category Is. Dovranno poi esibirsi con la canzone sul palcoscenico del programma, eseguendo una coregrafia e dovranno anche prendere parte ad un podcast con RuPaul e Michelle Visage.
Una volta scritto il pezzo, ogni concorrente va nella sala registrazione, dove Todrick Hall dà loro consigli e aiuto per la registrazione del pezzo. Per la realizzazione del balletto sul palcoscenico principale i concorrenti incontrano nuovamente Todrick che insegna loro la coreografia. Nel frattempo uno ad uno i concorrenti prendono parte al podcast, dove RuPaul e Michelle Visage fanno domande sulla loro esperienza in questa edizione di America's Next Drag Queen.
In questa puntata i giudici sono RuPaul, Michelle Visage, Ross Mathews e Carson Kressley. I concorrenti si esibiscono con il remix di Category Is e successivamente sfilano con uno dei loro migliori outfit. Tutti i concorrenti vengono giudicato positivamente sia per l'outfit sia per la performance. RuPaul chiede ad ogni concorrente il motivo per cui debba essere scelto proprio lui come vincitore e non gli altri. Per decidere chi eliminare i concorrenti si devono esibirsi in playback sulle note di U Wear It Well di RuPaul. Dopo l'esibizione RuPaul decide di non eliminare nessuno e che tutti e quattro i concorrenti prenderanno parte al Gran Finale.

### Episodio 13 -Reunited
In questo episodio tutti i concorrenti si riuniscono insieme a RuPaul per parlare della loro esperienza nello show: discutendo di quali sono stati i loro momenti migliori, delle sfide più difficili e delle scelte di stile effettuate delle concorrenti durante lo show. Inoltre, a differenza degli ultimi anni in cui Miss Simpatia veniva annunciata al Gran Finale, RuPaul comunica che Miss Simpatia verrà eletta in questa puntata. A vincere il premio è Valentina.

### Episodio 14 -Grand Finale
Nell'episodio finale della stagione, per la prima volta nella storia del programma, i quattro finalisti dovranno esibirsi in playback chiamati "Lipsync For The Crown" in cui due concorrenti dovranno scontRarsi in un playback ed, alla fine, i concorrenti che hanno superato i playback dovranno esibirsi in un playback finale e da lì sarà proclamato il vincitore della stagione. Queste esibizioni saranno decise da una ruota della fortuna, ed un concorrente dovrà decidere con chi competere, e quelli non scelti dovranno esibirsi fra di loro nel secondo playback.
Ma prima, RuPaul, come ha fatto per tutte le stagioni precedenti, fa delle domande ai finalisti e di come il programma ha cambiato gli ha cambiato la vita, poi ci furono delle sorprese per tutte e quattro le finaliste, che ricevettero dei video da delle persone famose, Peppermint ricevette un video di Laverne Cox; Sasha ricevette un video di Katy Perry; Shea ricevette un video di Blac Chyna; Trinity ricevette un video di Bobby Moynihan, poi fu menzionato il fatto che Chris Pine l'ha nominata nello show SNL (Saturday Night Live), e, lei ricevette un altro video da un'altra celebrità, Amanda Lepore, che lei interpretò come personaggio nello Snatch Game, ma non fu mandato in onda.
Dopo le interviste, la ruota dei playback scelse il nome di Trinity, che scelse di andare contro Peppermint, e, quindi, Sasha e Shea dovettero andare insieme nel secondo playback. Peppermint e Trinity Taylor si dovettero esibire in playback con la canzone Stronger di Britney Spears, usata già in passato nella prima edizione. Infine, Peppermint riuscì a passare alla sessione finale, e Trinity Taylor fu eliminata. Sasha Velour e Shea Couleé si dovettero esibire in playback con la canzone So Emotional di Whitney Houston. Durante l'esibizione Sasha si tolse la parrucca facendo cadere molti petali di rosa nascosti al suo interno, mandando in estasi il pubblico, ed infine, Sasha Velour riuscì a passare alla sessione finale, e Shea Couleé fu eliminata.
Nel lip-synch finale, si scontrarono Sasha Velour e Peppermint nella canzone It's Not Right but It's Okay di Whitney Houston. Qui fu annunciato il vincitore della nona stagione, che fu Sasha Velour.